# Cleja, Bacău
Cleja (în maghiară Klézse) este satul de reședință al comunei cu același nume din județul Bacău, Moldova, România.

## Denumire
Numele de Klézse a fost menționat pentru prima dată în documente în secolul al XIII-lea, însă ca sat mai târziu. Cea mai veche menționare provine din 1588, când István Klézsei a intrat în conflict cu Mănăstirea Solca, așezământ care dorea să preia o parte din proprietatea sa.
În alte surse numele a fost scris ca Clésé, Klescha, Clesia, Cleja, Klézse și Klesia.

## Istoric

### Formare
Nu există date despre perioada formării, așezarea nefiind indexată în raportul Visitatio generalis omnium ecclesiarum catholicarum romani ritus in Provincia Moldaviae al lui Marco Bandini (1648), în aceeași situație fiind mai multe localități ceangăiești fondate înainte de această dată.
Prima atestare documentară cunoscută până în prezent apare în scrisoarea din 1781 a preotului Péter Zöld, adresată episcopului Ignác Batthyány, unde preotul a enumerat Cleja alături de alte 39 de localități ceangăiești moldovenești, necunoscute până la redactarea scrisorii. Acesta a descris-o ca fiind „cea mai de seamă” dintre cele enumerate.
Potrivit istoricului Péter Halász, o explicație probabilă pentru care localitatea nu este menționată anterior scrisorii preotului este dată de harta Moldovei din 1792, unde Klescha figurează comasată cu Faraoani, astfel reiese că nu era considerată o localitate de sine stătătoare. Tot atunci așezarea avea menționate 234 de case și același număr de capi de familie dar din care nu se putea înrola nicio persoană în Armata Moldovei, probabil datorită statutului privilegiat de răzeși. Mai existau în evidență 14 cai și 495 de bovine.
Începând din secolul al XIX-lea există mai multe date consemnate despre așezare.

### Amplasament și împărțire
Satul a fost amplasat pe valea pârâului Cleja, afluent de dreapta al râului Siret, la o distanță de 15 kilometri la sud de Bacău.
Actualul sat Cleja este format din mai multe așezări comasate:
1. Lanul Curții[2]

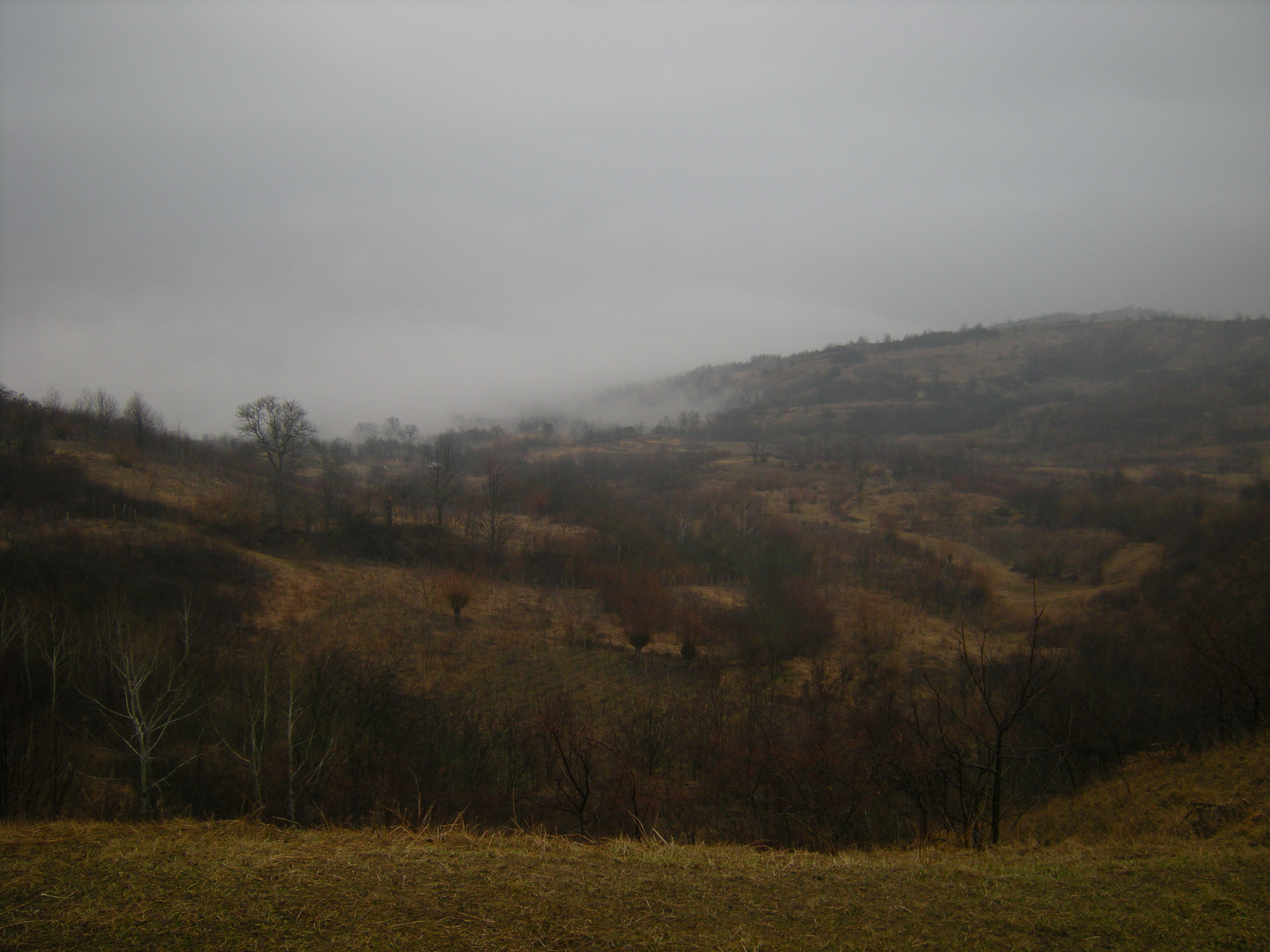
Amplasamentul fostului sat Kozák, văzut de pe dealul Táltos (sau Potul)

2. Udvarbirtoka, mutată și dispărută în timp ca urmare a unor epidemii[2]
3. Buda, cea mai veche așezare[2]
4. Pokolpatak, în română Valea Rea[2]
5. Csernátok, situată între Klézse și Pokolpatak[2]
6. Sándorok, situată între Klézse și Pokolpatak[2]
7. Sziliste, acum foarte populată, situată la capătul Buda[2]
8. Klézse, în română Cleja[2]
9. Kisklézse[2]
10. Kozák,[2] așezare a refugiaților secui în urma Masacrului de la Siculeni, amplasată lângă dealul Táltos pe care a existat o pădure de mesteceni[5]
11. Tyúkszer, menționată prima dată după 1764,[2] conform tradiției numele a fost dat de către secui, făcând referire la creșterea păsărilor.[5] Aceasta era amplasată lângă dealul Táltos.[5]
12. Dióskút, ultima dată vizitată de Gábor Lükő⁠(hu)[traduceți] când mai exista o casă[5]
13. Alexandrina-Alexandra, în limba română, formată la rândul ei din Tyúkszer.[5]

Dintre acestea, cele dispărute complet sau parțial existente sunt: Udvarbirtoka, Csernátok (parțial existentă), Kisklézse, Sándorok, Dióskút și Kozák.
Partea superioară a localității de reședință este formată din două foste sate: Tyúkszer la sud și Alexandrina la nord.
Ince János Petrás a menționat că în perioada în care a trăit, satul Cleja, deja cu forma finală cunoscută în prezent, era împărțit la rândul lui în părțile superioară și inferioară.
În Tyúkszer, conform tradiției, au existat ferme, transformate în timp în grădini ale familiilor Benke și Gábor. Cert este că acestea au existat înainte de venirea refugiaților secui iar în secolul următor au avut loc alunecări majore de teren în Tyúkszer și Kisklese (Cleja inferioară) și altele. Ca urmare a acestui fapt, secuii au vrut să plece, ceea ce ar fi însemnat pierderea unei forțe de muncă pentru proprietarul local al moșiei. Astfel, Alexandrina Cassu a donat o parte din moșia sa de vizavi de Tyúkszer, care se întindea până la Kisklese, unde s-au stabilit majoritatea locuitorilor din Tyúkszer și probabil și cei din Kisklese și Dióskút, iar restul la Felsőrekecsin (în română Fundu Răcăciuni). Deși oficial zona era denumită Alexandrina, local era preferat numele vechiului sat Tyúkszer. În prezent, potrivit autorului András Duma-István, se fac eforturi pentru ca denumirea maghiară să nu mai fie folosită.
Intravilanul actual al comunei se compune din trei părți care în trecut au format trei unități administrativ-teritoriale separate: Cleja, Alexandrina și Valea Rea. Cele trei părți la rândul lor au rămas cu următoarele divizări cunoscute local:
1. Cleja cu Cleja propriu-zisă (denumită și Cleja Mare), Buda și Tyúkszer;[6]
  - Cleja propriu-zisă sau Cleja Mare se împarte în: Cleja de Jos, Cleja de Sus, Cleja Exterioară, Cleja Mică și Cleja Nouă;[6]
  - Buda: Buda de Jos, Buda de Sus și Buda Nouă.[6]
2. Valea Rea, rămasă localitate separată: Valea Rea de Jos și Valea Rea de Sus.[6]

O altă împărțire a Clejei sat este în: Cleja, Buda și Tyúkszer, unde se adaugă Bukila, Csernátok, Salamonok și Újfalu (Satul Nou), ca părți de sate sau străzi din comună.
Se remarcă faptul că locuitorii aparținând unei părți de sat, de obicei, erau înrudiți, datorită faptului că se căsătoreau între ei.
În privința toponimiei există denumiri care fac referire la existența pădurilor vechi, actual defrișate, care cuprind numele unor persoane necunoscute astăzi oamenilor din zonă: Fodor kaszálója („Fâneața lui Fodor”, o pajiște cumpărată de un om sărac în urma găsirii în mod aventuros a unei comori în punctul Háromárok feje, „Capul celor trei râpi”) și Szent László fája („Copacul Sfântului Ladislau”, după o întâmplare legendară) și altele.
Mai există denumiri care fac referire la unele locuri arabile sau fânețe obținute prin defrișarea pădurilor vechi: Bikkes („Făget”), în prezent pământ arabil și podgorie de viță de vie, Bagolyvész („Tăietura” sau „Defrișarea Bufniței”, unde vész înseamnă „pădure defrișată”), Cserés-porongya („Șesul Gorunului”), Cutkos (forma dialectologică a cuvântului Csutakos, „loc cu cioturi de copac”) și altele.
Toponimul Vetéskapu („Poarta semănatului”) se referă la îngrădirea veche a vetrei satului, având funcția de a bloca accesul animalelor în grădinile din sat în timpul pășunatului.

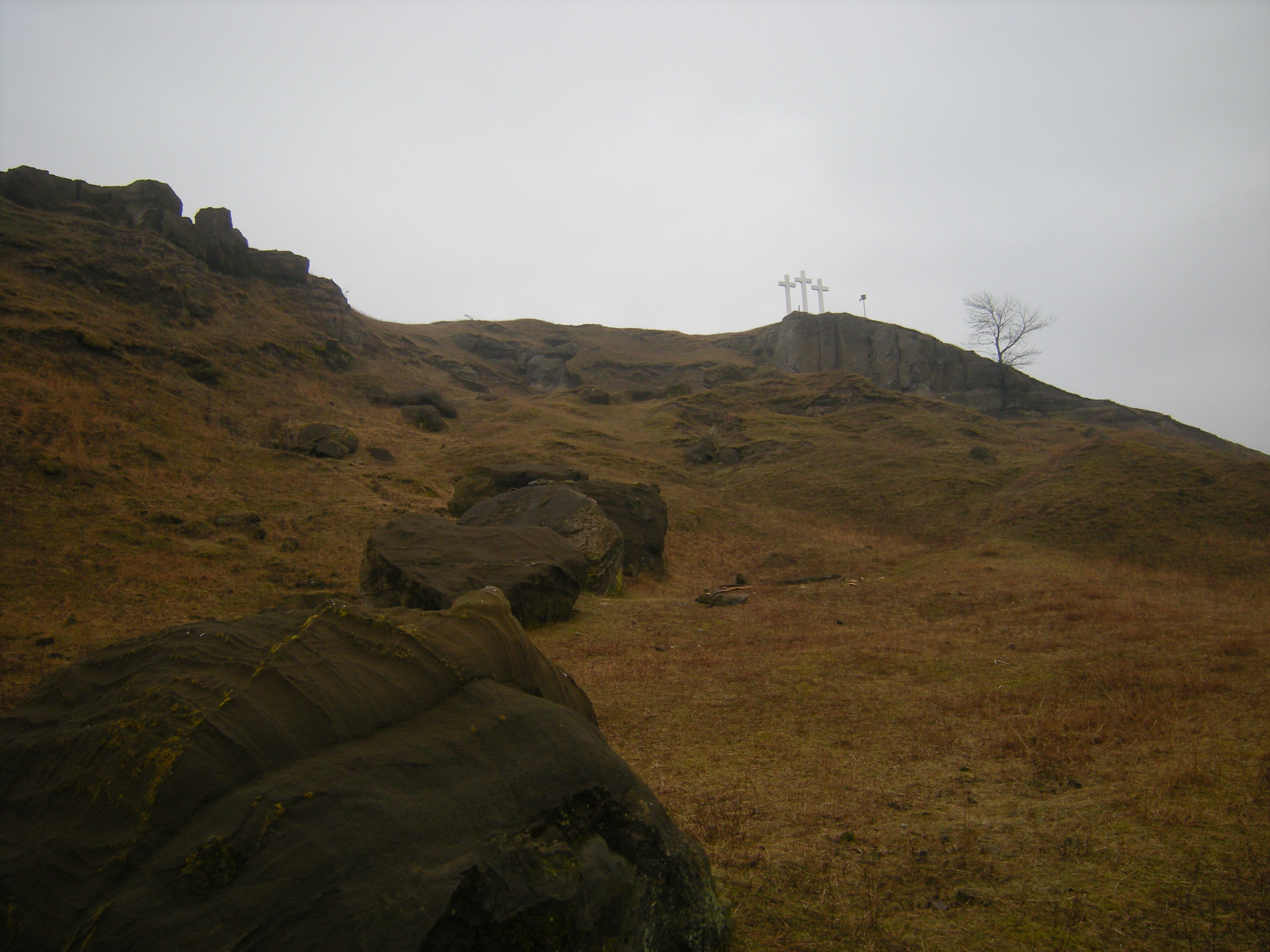
Cineritele de pe vârful dealului Táltos (sau Potul) și capătul Căii Crucii

Satul este traversat pe direcția V-E de pârâul Cleja, afluent de dreapta al râului Siret.

### Istorie recentă
În Condica Liuzilor din 1803 actualele sate Cleja, Somușca și Valea Mică figurau cu moșiile închinate unei mănăstiri din Bucovina.
În urma vizitei lui János Jerney⁠(hu)[traduceți] în zona Moldovei între 1844 și 1845, în cartea acestuia Keleti utazása a' magyarok' őshelyeinek kinyomozása végett 1844 és 1845 a menționat că satul Cleja de Jos (numit în limba română), în circumscripția Bacăului, plasa Bistriței de Jos, cu o populație de 1000 de oameni, era compus din răzeși iar limba maghiară era bine conservată în rândul femeilor, fiind izolate de populația românească. Satul ieșea în evidență prin livezi înconjurate de case iar la depărtare printr-un peisaj muntos. Biserica catolică, construită din lemn și dotată cu orgă, edificiu considerat de acesta de bun-gust, avea hramul Sfântul Francisc de Assisi și o componență de alte 7 filiale. A mai menționat existența cimitirului și a unei Căi a Crucii.

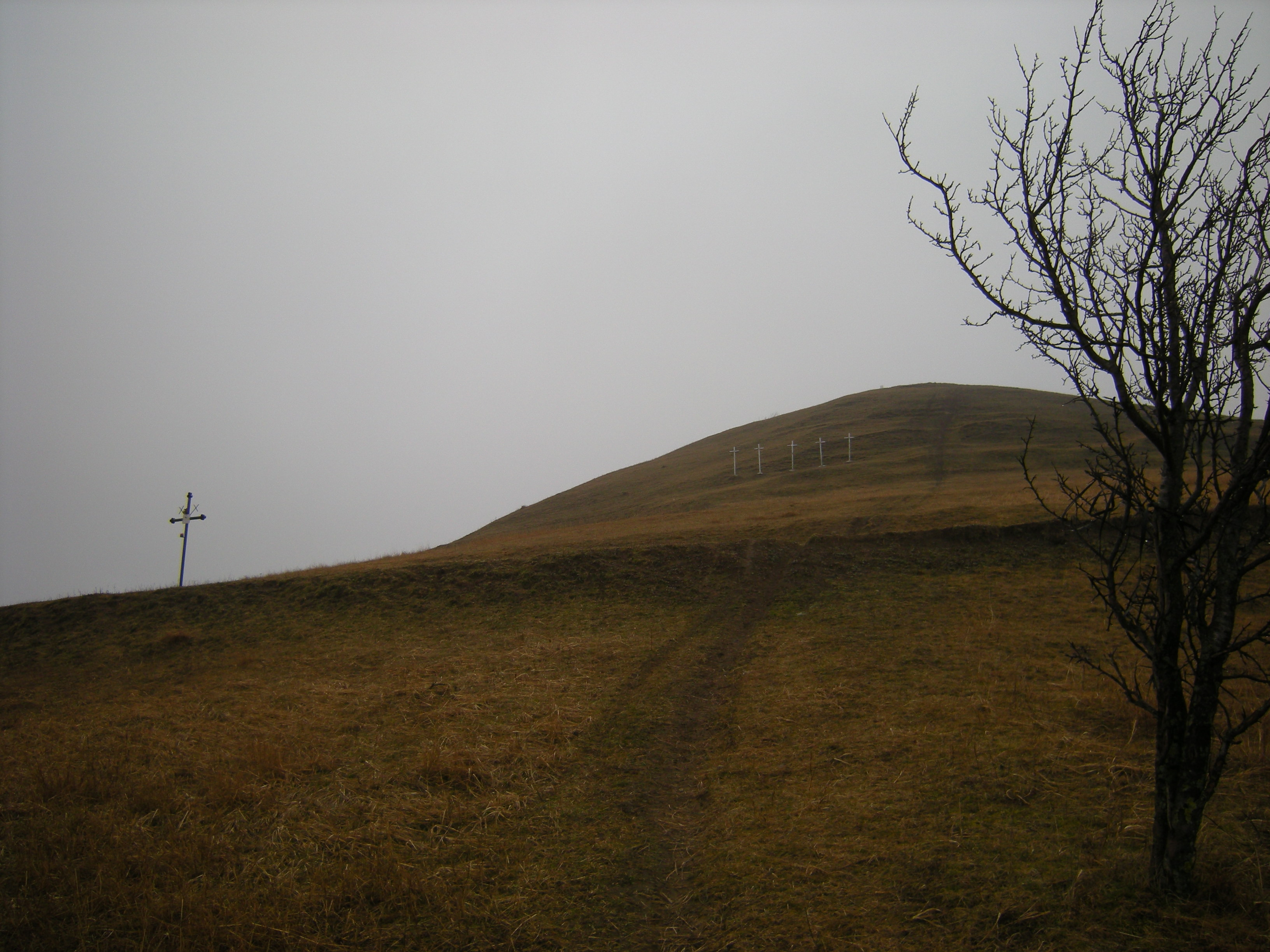
Calea Crucii spre vârful dealului Táltos (sau Potul)

Ca amplasament, satul fusese menționat la sud de Bacău la o distanță de 2,5 ore de mers, departe de șosea, în valea pârâului Cleja. Satul era înconjurat de podgorii de viță de vie. Partea situată la nord de pârâu, proprietate a boierului Rosetti-Roznovanu, era numită Cleja de Sus. La sud, după un mal surpat, într-o vale vecină era așezarea mai nouă Somușca. Tot Jerney a prezentat etimologia Clejei de la expresiile greco-latine Clissa, Clusa sau Clissura ce semnifică „vale închisă”.
În privința oamenilor, acesta a spus că „ceangăii din Cleja sunt buni maghiari și totodată sunt și răzeși, ceea ce denotă o așezare liberă, strămoșească pe pământurile lor.”
Ince János Petrás, într-un răspuns dat în chestionarul lui Gábor Döbrentei⁠(en)[traduceți], a explicat noțiunea instituției de răzeșie: „Posedă de asemenea și în zilele de azi unele locuri și datorită acestor posesii, având starea de Nobili mai mărunți, în limba valahă sunt numiți «răzeși» [...]”. „Posedă și azi, pe baza dreptului obținut prin răscumpărare, hotarul Clejei, în privința căruia circa trei-patru sute de familii dispun de drept de divizare la această posesiune, scrisoarea lor privind acest drept de divizare [...] este formulată în limba maghiară, însă nu am putut afla anul obârșiei scrisorii și îmi este necunoscută chiar și data încheierii acestei tranzacții.” La rândul lui și Jerney a menționat: „În Moldova există multe localități, unde locuitorii – nefiind sub stăpânire boierească – posedă liber, în comun pământurile împărțite între ei. Aceștia sunt răzeșii, numele lor derivând din cuvântul maghiar részes (părtaș)”.
László Gazda⁠(hu)[traduceți] a explicat că locuitorii, ca răzeși, nu aparțineau de un moșier, având pământul stăpânit liber de către ei.
Într-un document din volumul nr. 25 al culegerii de surse istorice, Uricariul (Iași, 1876–1895) locuitorii sunt menționați ca fiind de origine răzeși autohtoni, aidoma locuitorilor satelor Faraoani și Valea Mare.
Deși la mijlocul secolului al XIX-lea locuitorii erau de confesiune romano-catolică și de origine ceangăiască-maghiară, totuși preotul Petrus Neumann a constatat că în cimitirul satului există un grup de morminte diferite de cele ale catolicilor, cel mai probabil ale unor reformați, informație preluată și comentată și de Pál Péter Domokos. Însă nu există informații despre existența unei biserici reformate în sat, ci doar a două lăcașuri catolice și o alta ortodoxă construită în 1847 de boierul Iorga Anastasi, ultima neștiindu-se ce s-a întâmplat cu ea întrucât vârstnicii nu își aminteau de existența acesteia, cu excepția prezenței unor ruine la sfârșitul secolului al XIX-lea.

### Biserica
Biserica catolică a fost construită de către locuitori în 1811.
Substitutul episcopului Antonio De Stefano la Vicariatul Apostolic al Moldovei a publicat în 1851 Schematizmus S. Missionis Romano-Catholicae in Principatu Moldaviae, act publicat ca anexă a Calendarului Iulian din 1851, unde a menționat că „din cele 22 de plebanii în 16 (inclusiv Cleja), se utiliza limba maghiară.” Astfel, pe lângă Cleja, slujba catolică se oficia în maghiară și în alte sate din Principatul Moldovei în decursul secolului al XIX-lea.
Ince János Petrás, într-o scrisoare a acestuia a semnalat periclitarea utilizării limbii maghiare în sat:
„În tot acest sat nenorocit al Clejei nu se află o încăpere unde să putem deschide un seminar pentru cantori, deși, chiar și eu personal, având această vârstă înaintată, mai bucuros m-aș odihni, decât să-mi omor zilele cu slujbă. Despre starea și locul unde se află preoții noștri nu pot scrie nimic, fiind contraindicat ca să-mi agăț secera în rodul de grâu al superiorilor mei, faptă ce ar aduce pe capul meu nenorociri scontate, semnalez, totuși, că fiecare poruncă emisă pentru noi din partea episcopiei se redactează în limba română.”
Succesorii acestuia din secolul al XX-lea nu vorbeau în limba maghiară utilizată de populație, aceasta rămânând fără un intelectual în scopul ajutării rezolvării problemelor.
La nivelul anilor 1890 slujea un singur preot.
Pál Péter Domokos a menționat că în 1929 exista un preot tânăr pe nume Ioan Mărtinaș dar neștiutor de limbă maghiară și că parohia avea 5 600 de locuitori maghiari în filialele Somușca Satul Nou, Răcăciuni, Fundu-Răcăciuni, Ciucani, Berindești, Sascut și Capota. Despre Ioan Mărtinaș și discuția avută cu acesta Domokos a declarat: „[...] am găsit parohie, biserică nouă, preot tânăr, ambițios. Este originar din Butea cu ascendenți maghiari, purtând păr și barbă roșcată, specific etniei ceangăiești. În drum spre cimitir am stat de vorbă timp îndelungat. I-am adresat întrebarea: dat fiind faptul că este conducătorul duhovnic a 5600 de suflete de ceangăi maghiari, s-a gândit oare de unde se trage acest neam al ceangăilor maghiari? «Nu este un popor uniform – mi-a zis – chiar și graiul lor, de la un sat la altul, prezintă multe diferențe. Ceangăul din Cleja vorbește alt grai decât cel din Faraoani.»”
Potrivit istoricului Péter Halász, preoții catolici au îndeplinit cerințele puterii pentru a converti populația la limba română, întâmpinând dificultăți. Astfel, este cunoscut cazul preotului Ferenc Hajdin care s-a împotrivit limbii maghiare, motiv pentru care femeile din sat l-au alungat în anii 1960.

### Școala
Schematismul Misunii din 1851 a menționat că în a doua jumătate a secolului al XIX-lea în școala bisericii catehismul s-a predat în limba maghiară dintr-un manual de câteva pagini realizat la Iași în 1841, acesta servind și la învățarea literelor latine și a celor maghiare. Conținea câteva cuvinte și propoziții latine și maghiare și textul rugăciunilor obișnuite în cele două limbi.
Școala de stat în limba română înființată în anul 1865 a fost desființată în anii 1890 din cauza lipsei de elevi. Clădirea, construită din chirpici, se afla într-o stare de degradare avansată potrivit Ortensiei Racoviță în Dicționarul geografic al județului Bacău (1895).

După al Doilea Război Mondial s-a înființat școala cu predare în limba maghiară, însă la mijlocul deceniului șase instituția a fost desființată. Dávid Illésné, meșteră în arte populare care s-a mutat după 1945 în Egyházaskozár (Ungaria), a declarat că preotul catolic împreună cu doi milițieni înarmați mergeau la fiecare casă pentru a constrânge oamenii înspăimântați ca tocmai ei înșiși să-și lichideze învățământul în limba maghiară, prin obligarea la subscrierea cererii de desființare. Ca efect al lipsei educației există oameni care nu știu să scrie și să citească în limba maghiară, care le este maternă, și transmit limba doar pe care orală, făcându-i în același timp înrădăcinați de tradiții.
„Tatăl meu a făcut și armată și tot nu știe bine românește, nu înțelege ce i se spune în limba valahă. Tot am râs de el, dar n-aș fi știut nici eu românește, dacă n-aș fi făcut școală. Cel care nu umblă la școală, nu știe bine. [...] Aici nouă ni se spune că suntem valahi și ne interzic… Așa ni se spune ca, mergând pe drum, între noi să vorbim și atunci numai românește. Dar cine? Să vedem, cine? Am râs totdeauna când au spus că suntem români. S-a întâmplat odată că a venit din Bacău la noi un oarecare român adevărat și a intrat la ședință. Atât a înțeles din vorba noastră românească, ca și pereții din sală.” – folclorista locală Lőrinc Györgyné Hodorog Luca.
Scriitorul György Beke⁠(hu)[traduceți] a declarat că școala locală în limba română dispunea în anul 1970 de un efectiv de 1250 elevi.

### Demografie
Prefectul misiunii catolice Vicențiu Gatt a vizitat localitățile ceangăiești începând de la sfârșitul lunii ianuarie până în 6 martie 1800, unde în urma acțiunii a întocmit un raport. Satul Cleja, notat Clesia, figura cu 251 familii și 1 446 de locuitori, adică în medie 5,8 persoane pe familie.
În 1807 consulul austriac Hammer în raportul acestuia Clesia avea 380 de familii și o populație de 1928 de locuitori (după o interpretare ulterioară, cu un număr mediu al membrilor de familie de 5,1 persoane). Stabilirea numărului populației în cele două rapoarte nu s-a efectuat prin recensământ, ci prin diferite estimări.
Elek Gegő⁠(hu)[traduceți] în 1838 a stabilit numărul capetelor de familie la 550 iar împreună cu filialele aparținătoare (Ciucani, Valea Rea și altele) numărul de locuitori ar fi putut fi de 3000.
Componența etnică a comunei Cleja la sfârșitul secolului al XIX-lea
     Români (2%)
     Maghiari (94,1%)
     Evrei (3,6%)
     Armeni (0,3%)
Potrivit Marelui Dicționar Geografic al României (1898–1902) comuna avea 605 case locuite și 606 capi de familie, totalul populației de 2529 locuitori (într-o interpretare ulterioară numărul mediu al locuitorilor dintr-o familie reieșind a fi de 4,2 persoane, ceea ce pare a fi deosebit de puțin în opinia istoricului Péter Halász, presupunându-se că copiii au fost luați în evidență doar de la o anumită vârstă în sus). Pe etnii în comună existau: 2379 maghiari (94,1%), 51 români (2,0%), 91 evrei (3,6%) și 8 armeni (0,3%). Funcționau 7 cârciumi, din care una aflată la șoseaua Bacău–Focșani, 5 funcționând în satul de reședință Cleja.
Satul de reședință figura în Dicționarul geografic al județului Bacău (1895) al Ortenisiei Racoviță cu 384 de capi de familie și o populație totală de 1342, toți ceangăi maghiari.
După ocupație, tot în Marele Dicționar Geografic al României populația era împărțită în: 14 meseriași, 3 ingineri, 12 comercianți, 2 cu ocupație liberă, 12 slugi, restul populației (adică mai mult de 95 %) trăind din agricultură. Au fost numărați 27 de știutori de carte și 544 de persoane plătitoare de impozit. Suprafața hotarului era estimată la mai mult de 1000 ha, însă nici jumătate din acest teritoriu nefiind valorificat pentru agricultură (476 de ha).
La recensământul populației din 1930 s-au găsit 3 cetățeni de etnie maghiară și 4 având limba maternă maghiară, în ciuda faptului că locuitorii au fost mereu de limbă și etnie maghiară. Totuși păstrarea și utilizarea limbii a fost periclitată de mai multe ori, în opinia lui Péter Halász într-un mod considerat grosolan.
Scriitorul György Beke⁠(hu)[traduceți] a declarat că în anul 1970 numărul populației din comună era de aproximativ 6 000 de locuitori, distribuită astfel: Valea Mică cu 131 de case, Somușca cu 324 de case, Cleja propriu-zisă cu 890 de case. Tot acesta a subliniat că natalitatea în sat era ridicată, în același an fiind înregistrate 150 de nașteri.
Conform unui recensământ a populației din 1996, satul avea 4331 de locuitori și 4477 în anul 2009. Potrivit unei estimări a lui Vilmos Tánczos, 72 % dintre aceștia mai vorbesc limba maghiară și 88 % o înțeleg.
În prezent satul aparține uneia dintre cele mai mari comune ceangăiești din regiunea Moldovei.

## Cultură
Dintre localitățile ceangăiești din regiunea Moldovei, din punct de vedere istoric satul este cel mai studiat. Acest lucru se datorează parțial și lui Ince János Petrás, care în secolul al XIX-lea a aprofundat cel mai mult cercetarea culturii, atrăgând în acest proces și preoți, călători și cercetători maghiari de-a lungul timpului, în ultima categorie intrând Zoltán Kallós și Ferenc Pozsony⁠(hu)[traduceți]. Interesul a fost sporit și de întinderea semnificativă a localității, încadrându-se în categoria localităților ceangăiești de mărime mijlocie și cu o posesiune a terenului în medie de mai puțin de 2 ha pe familie din totalul de 1000 ha din hotar.
Cu toate acestea, datele referitoare la istoria așezării sunt inconsistente, având multe lacune, la fel și în cazul domeniului geografiei lingvistice.
Se mai păstrează înscrisuri și motive tradiționale maghiare vechi (mai ales solare), în special pe cruci și porți, care fac referire la protecția comunității ceangăiești. De lăsatul secului se aprinde un foc sub dealul Táltos în memoria strămoșilor și sunt povestite legendele ceangăiești ale regelui Oaselor și regelui Fasolei sau cea a aruncării inelului de foc.
Există un Drum al Crucii spre dealurile Oldal și Táltos. Stațiile căii sunt pe partea stângă cum se parcurge drumul dinspre sat.
Zoltán Kallós a menționat că o persoană din sat cu un repertoriu bogat de cântece populare, Rozália Szályka, care, în pofida faptului că a trăit în ambianța românească a Moldovei, nu cunoștea limba română. În opinia istoricului Péter Halász, starea de izolație lingvistică poate fi explicată prin faptul că Szályka a dus o viață sedentară și a ieșit rareori din sat, fie la Bacău sau în alte sate ceangăiești cu ocazia pelerinajelor. Fenomenul sedentarismului este specific și în prezent la generațiile vârstnice, îndeosebi la femei.
După 1990 s-au demarat mai multe organizări în vederea evaluării drepturilor populației. Astfel, András Duma-István a înființat Fundația „Szeret-Klézse” și înregistrată juridic în august 1999, sub egida căreia s-a construit „Casa Maghiarilor”, instituție unde s-a desfășurat predarea extrașcolară a limbii maghiare. Activitatea de predare a fost preluată în timp de învățământul de stat, începând din anul 2001 fiind organizată de Uniunea Democrată a Pedagogilor Maghiari din România în timpul orelor de curs, incluse în orarul școlar.
Activitatea de revitalizare a limbii maghiare a fost combătută de către preotul catolic local și oficiali, când în 29 aprilie 1995 filiala din Bacău a Asociației Maghiarilor Ceangăi din Moldova a propus organizarea unei adunări generale în sat iar un număr de locuitori înarmați cu sape și furci întărâtați de către preotul catolic au agresat fizic membrii adunați, au răsturnat autobuzul acestora și au incendiat cărțile în limba maghiară aduse cu titlu gratuit. Înainte de izbucnirea violențelor în sat fusese adus un număr considerabil de polițiști, dar care nu au recurs la reprimarea acțiunii. Gabriel Andreescu a declarat că evenimentul este și în legătură cu imixtiunile polițiștilor cu restul ceangăilor, aducând ca exemplu și o întâmplare asemănătoare la care a asistat Vilmos Tánczos.
În contextul în care la adunare era așteptat și diplomatul ungar József Bálint împreună cu mai multe persoane, deputatul PUNR Corneliu Bălan ceruse cu o zi înainte serviciilor române de informații să identifice străinii și să stabilească gradul de implicare a oficialilor maghiari în „activitățile subversive antiromânești de la Cleja”. Potrivit jurnalistei Annamária Kide, Corneliu Bălan într-un articol propriu în Adevărul numit „UDMR se extinde peste Moldova” scrisese că „în timp ce Consiliul Europei destabilizează Europa votând Recomandarea 1201, o mână de patrioți români moldoveni sunt nevoiți să apere ceangăii români cu furca de UDMR, care vrea să-i subjuge.” Într-un discurs în Parlament avertizase opinia publică asupra unei „devalizări maghiare”.
Din punct de vedere al educației în limba maghiară, copiii învață limba acasă iar unii iau lecții de maghiară în activități școlare. După absolvirea școlii generale se alege învățământul preuniversitar maghiar din Miercurea Ciuc și continuarea învățământului universitar la Cluj-Napoca, oraș unde adesea se stabilesc și lucrează.

### Limbă
Elek Gegő⁠(hu)[traduceți] în cartea sa A moldvai magyar telepekről („Despre coloniile maghiare din Moldova”) din 1838 a făcut următoarea remarcă:
„[...] aici [în Valea Rea-Târg n.r.] au zărit pentru prima dată pe picioarele genului feminin cizme galbene cu toc polonez și ghete având aceeași culoare, iar bărbații purtau ghete negre fără carâmb. Am pornit mai departe și peste trei sferturi de oră căruțașul meu a cotit spre stânga din drumul cel mare. În fața noastră s-a ivit, nu departe, un sat de mărime mijlocie. Era Cleja. Nu numai din atenționarea lui P. Sándor și din vorbele lui Ferenc, căruțașul meu, dar și din graiul «răsunător» al localnicilor am aflat imediat că am ajuns într-un sat ceangăiesc. Vorba locuitorilor are un efect deosebit asupra călătorului. După primele salutări («Dicértesszék Jészus!» [Să fie lăudat Iisus Christos!]) are impresia că aude vorbind niște «sâsâiți», dar – trecând prin sat – și după ce a auzit că toată lumea vorbește la fel, trebuie să-și modifice părerea de mai înainte. Jale! În acest sat populat de ceangăi maghiari paterul duhovnic este un anume P. Caeraulo Karmel, cel a cărui limbă i s-a lipit de numele lui.”
Componența lingvistică a comunei Cleja (estimare de Tánczos Vilmos)
     Nu vorbește în limba maghiară (27%)
     Vorbește limba maghiară, dar limba maternă este română (48%)
     Limba maternă este maghiară (25%)
Din descrierea acestuia rezultă că locuitorii în prima parte a secolului al XIX-lea încă utilizau graiul vechi ceangăiesc de sud care prezenta particularitatea vorbitului „sâsâit”, subdialect care timp de un secol și jumătate a fost estompat de graiul secuiesc. Caracterul „sâsâit” a fost descoperit și de János Jerney⁠(hu)[traduceți], unde a menționat că un negustor evreu l-a salutat cu „Dicértesszék!”.
Deși graiul ceangăiesc vechi este supus influenței secuiești, totuși locuitorii nu se consideră secui și fac deosebire între ei și locuitorii satelor Ciucani, Berindești și, probabil, Fundu Răcăciuni. Mai mult, în interiorul satului însă se ține cont de cine provine din secui și care din maghiari. O diferențiere poate fi întâlnită și într-un cântec popular cules în anii 1840 de către Ince János Petrás.
În sat s-a renunțat la pronunția „sâsâită” probabil la mijlocul secolului al XX-lea. Mai înainte Bernát Munkácsi a constatat în 1880 că ceangăii „sunt secuizați”, făcând referire la activitatea lui Ince János Petrás, preot care a afirmat că de patru decenii de când revenise în Cleja graiul populației nu se diferenția de cel din restul satelor iar prin intervenția acestuia, i-a sfătuit pe locuitori de renunțe la pronunție. În privința acestui lucru și Pál Péter Domokos a declarat că pierderea pronunției „sâsâite” în rândul femeilor se datora lui Petrás.
În opinia lui Péter Halász este mai verosimil ca schimbarea în grai să nu aparțină exclusiv lui Petrás, ci și vorbitorilor graiului secuiesc din satele vecine, care au influențat în timp. În legătură cu această idee fusese de acord înainte Gábor Lükő⁠(hu)[traduceți].
În ciuda acestui fapt, încă s-a păstrat pronunția accentuată a consoanei „ly”, care s-a păstrat doar în unele dialecte maghiare, chiar și în acele cuvinte unde în graiul secuiesc ceangăiesc se pronunță „j”. Lükő a subliniat că această caracteristică poate fi găsită doar în Moldova, un alt sat fiind Valea Seacă. Tot acesta a remarcat totuși că fenomenul este supus influenței secuiești recente.
La nivelul anului 2018 existau oameni care nu vorbeau deloc în limba română.

## Economie
Potrivit Marelui Dicționar Geografic al României (1898–1902), la sfârșitul secolului al XIX-lea au existat doi proprietari mari de terenuri: N. Drăgoianu cu o moșie de 127 ha și un venit anual de 3150 lei și G. Mihail, ale cărui moșii se întindeau în valea Somușcăi. Populația satului era răzeșească.
Suprafața de pădure a satului era de 140 ha, iar un spațiu de 197 ha a fost plantat cu viță de vie, de unde în anul 1890 sătenii au realizat o recoltă de 2955 hectolitri de vin alb. Înaintea epidemiei de filoxeră locuitorii au cultivat 246 ha de viță de vie. În aceeași perioadă s-au mai prelucrat 12 hectolitri de țuică de prune și 202 hectolitri de rachiu de tescovină și de drojdii.
La marginea satului s-a extras într-o cantitate neînsemnată piatră de var și se fabrica var și argilă, ceea ce nu a îmbunătățit în mod esențial venitul locuitorilor. Câteva familii s-au îndeletnicit în confecționarea pălăriilor de paie, pe care le vindeau.
Numărul animalelor domestice din aceeași perioadă (sfârșitul secolului al XIX-lea) în comună era: 355 de cai, 787 bovine, 617 porcine, 308 capre, 786 ovine, 55 familii (stupi) de albine și altele. Oile aparțineau de 33 de proprietari, care în 1891 au prelucrat 1572 kg de lână țurcană. Stupii de miere au produs în 1890 55 kg de miere și 32 kg de ceară de albine.
În satul de reședință Cleja existau 195 de cai, 433 bovine, 407 porci și 181 capre.
În decursul secolului al XX-lea s-a înregistrat un spor demografic semnificativ, astfel că suprafața existentă pentru agricultură nu mai era îndeajuns. Deși în teritoriul satului nu existau moșii însemnate, totuși din cauza proprietarilor de pământ din comunele învecinate exista o lipsă acută de pământuri agricole.

Dávid Illésné, meșteră în arte populare care s-a mutat după 1945 în Egyházaskozár (Ungaria) a declarat în acest sens:
„Buba locuitorilor Clejei a fost că în jur erau mulți boieri și pământuri puține. După Primul Război Mondial s-ar fi împărțit pământ, primarul a spus că ni se împarte și nouă, dar s-a făcut numai înspre Focșani. Oamenii, decât să se mute din sat, mai bine renunțau la pământ. Mai în urmă am aflat că erau locuri pentru împărțit și mai aproape, dincoace de Bacău, dar a rămas în proprietatea boierului. Boierul l-a plătit pe primar și locuitorii Clejei au rămas cu buza umflată.”
Zoltán Kallós a evidențiat că, în perioada comunistă, marea majoritate a locuitorilor se ocupa cu agricultura, însă dintre toate satele învecinate la Cleja se culegeau cei mai renumiți struguri. Față de perioada de înainte de comunism, când locuitorii erau săraci din cauza unei opresiuni duble (boierească și clericală) iar în context economic și cultural era înapoiat față de satele din Transilvania, totuși după 1945 satul a cunoscut o dezvoltare, lucru reflectat prin activitatea locuitorilor în CAP-uri, întreprinderile industriale din Bacău, CFR sau diferite șantiere. Tot acesta a menționat că femeile lucrau în gospodăria agricolă proprie.
Scriitorul György Beke⁠(hu)[traduceți] a evidențiat la rândul lui mobilitatea crescută a bărbaților, declarând că „La Cleja agricultura rămâne cu zi ce trece cât mai mult pe seama femeilor...”. Mobilitatea este specifică și altor sate ceangăiești.
În prezent (anii 2010), cei de vârstă mijlocie, care din anumite motive nu au putut părăsi satul, lucrează ca muncitori calificați în Bacău sau în alte părți. Cei care nu sunt legați de sat lucrează în străinătate, în special Israel, Marea Britanie, Italia, Spania, Ungaria sau altele. Pentru suplimentarea mijloacelor de trai devin și muncitori zilieri.
Încă se practică activități agricole de subzistență cu ajutorul cailor și vacilor. Din punct de vedere al meseriilor mai vechi, încă există tâmplari, fierari, potcovari de vaci și ciobani iar în rândul femeilor se practică țesătoria și tricotajul în restul timpului.
În zona fostului sat Tyúkszer se află un izvor a cărui apă este considerată terapeutică pentru ochi și stomac. Spre vest există o fântână sărată de unde se extrage saramură în scop alimentar.

## Personalități
- Ince János Petrás (1813–1886), preot romano-catolic, călugăr minorit, culegător de folclor;
- Andrei Gherguț (1916–2000), preot romano-catolic, deținut politic; s-a aflat pentru scurt timp la conducerea Diecezei de Iași;
- András Duma-István (n. 1955), poet și publicist, fondatorul unor case memoriale.